# Ephemeris

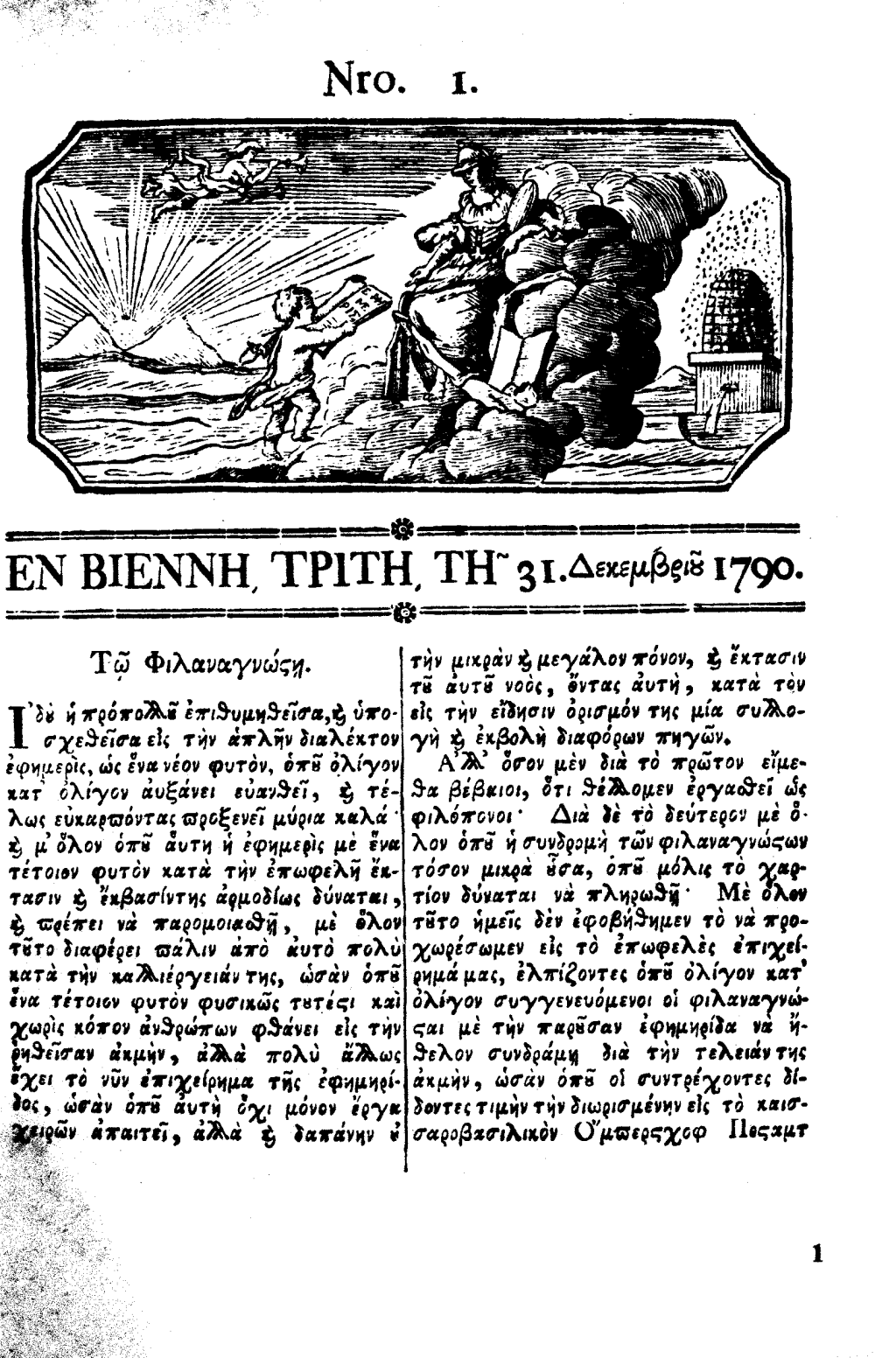
Titelseite der ersten Ausgabe von 1790

Die Ephemeris (griechisch Ἐφημερίς Efimerís „Zeitung“) war die älteste bekannte griechischsprachige Zeitung.

## Geschichte
Nachdem Kaiser Joseph II. 1783 das Drucken griechischsprachiger Medien erlaubt hatte, erschien im Juni 1784 die erste Ausgabe der Wiener Zeitung Ephemeris. Sie war das Sprachrohr der griechischen Aufklärung; nach nur acht Ausgaben wurde das Erscheinen nach politischem Druck eingestellt. Die Ephemeris unterstützte die Französische Revolution und die Erklärung der Menschen- und Bürgerrechte. Ab 1790 erschien die Zeitung wieder.
Der Sultan übte Druck auf die österreichischen Behörden aus und erreichte das endgültige Aus der Zeitung und die Verhaftung der Herausgeber Georgios Markides Pouliou und Rigas Feraios. 
Griechenland wurde fortan von den Ionischen Inseln aus mit griechischsprachigen Zeitungen versorgt, bis nach der Befreiung des Landes 1824 Johann Jakob Meyer die erste Zeitung in Griechenland drucken konnte. Die Nachfolge der Ephemeris traten in Wien die Zeitungen The Hellenic Telegraph (Anm.) (Ἐλληνικός Τηλέγραφος Ellinikós Tilégrafos, 1812–1829) sowie The Scholar Times (Anm.) (1811–1821) an.